# Черныханы
Черныханы — деревня в Ленском районе Архангельской области. Входит в состав Сойгинского сельского поселения.

## География
Находится в юго-восточной части Архангельской области на расстоянии приблизительно 81 км на юго-запад по прямой от административного центра района села Яренск на правобережье Вычегды.

## История
Деревня была отмечена в 1939 году.

## Население
Численность населения: 0 в 2002 году, 4 человека в 2010.